# Mauricio Aros
Mauricio Fernando Aros Bahamondes (Punta Arenas, 9 marzo 1976) è un ex calciatore cileno, di ruolo difensore.

## Palmarès

### Club

#### Competizioni nazionali
- Campionato cileno: 2

Universidad de Chile: 1999, 2000
- Campionato israeliano: 1

Maccabi Tel Aviv: 2002-2003
- Campionato saudita: 1

Al-Hilal: 2004-2005

#### Competizioni internazionali
- Coppa UEFA: 1

Feyenoord: 2001-2002